# Charles François-Saint-Maur
Charles François-Saint-Maur est né le 19 décembre 1869 à Pau et mort le 9 mars 1949 à La Boissière-du-Doré en Loire-Inférieure.

## Biographie
Fils d'Eustache François-Saint-Maur (1825-1901), archiviste-paléographe, docteur en droit, avocat général aux Cours d'appel de Nîmes, de Poitiers et de Pau, puis président de la Chambre d'appel de Pau, et d'Octavie Besnard de La Giraudais (1829-1884), Charles François-Saint-Maur est issu d'une lignée de juristes et d'avocats, son bisaïeul, Daniel François (1698-1768) ayant exercé comme procureur au Parlement de Paris, alors qu'un de ses arrière-grands-pères, Eustache Antoine Hua (1759-1836), avocat, fut brièvement député de Seine-et-Oise sous la Convention. 
Avocat à Paris, docteur en droit, Charles Saint-Maur-François enseigna le droit à l'Université catholique d'Angers. Il vivait à Paris et à La Boissière-du-Doré dont il fut maire de 1900 à 1940. Il devint sénateur de 1920 à 1941. Il fut un sénateur conservateur et catholique et siégea à droite.
- Élu le 11 janvier 1920
- Réélu le 6 janvier 1924
- Réélu le 10 janvier 1933
- Fin de mandat le 31 décembre 1941

En tant que sénateur, il présida d'importantes commissions parlementaires.

### Conservateur catholique
Il fut président de la Fédération nationale catholique et à ce titre fut le responsable du "mouvement familialiste et nataliste".
Il fut secrétaire du groupe de protection des familles nombreuses au Sénat.

### Contre le droit de vote aux femmes
Pendant ses différents mandats sénatoriaux, il participa activement aux nombreux débats concernant le droit de vote des femmes et à la réforme constitutionnelle. Bien qu'il fût un sénateur conservateur et catholique, il était partisan du suffrage féminin dans le cadre d'un vote familial : « Il va de soi que la religiosité des femmes, n’est pas une raison assez grave pour repousser cette réforme » (séance du 16 novembre 1922). Sur le site du Sénat, il est précisé qu'il fait partie du groupe votant contre le vote des femmes.

### Distance avec les pleins pouvoirs à Pétain
En 1940, lors de la réunion des assemblées en date du mercredi 10 juillet 1940 au Casino de Vichy en vue d'accorder les pleins pouvoirs au Maréchal Pétain, Charles François-Saint-Maur s'abstint de participer et ne prit pas part au vote pour les pleins pouvoirs.
Le 31 décembre 1941, la carrière politique de François Saint-Maur se termine définitivement.

### L'Anjou
Bien que sénateur de la Loire-Inférieure, il fut un défenseur de la mémoire de l'Anjou dans sa commune de La Boissière-du-Doré, anciennement village des marches d'Anjou.
Avec son ami René Bazin, écrivain angevin et catholique, ils partageaient les mêmes idéaux sur la littérature, le catholicisme, un certain conservatisme et les traditions angevines.

## Famille
Beau-frère de Charles Le Cour-Grandmaison (1848-1901), député puis sénateur de la Loire-Inférieure, Charles Saint-Maur-François se maria en 1899 avec Renée Dupuy (1874-1959), fille d'un secrétaire du comte de Chambord, dont il eut cinq enfants, avec descendance contemporaine dans les familles François Saint-Maur, Joëssel, de Lamer, Romefort...

## Sources
- « Charles François-Saint-Maur », dans le Dictionnaire des parlementaires français (1889-1940), sous la direction de Jean Jolly, PUF, 1960 [détail de l’édition]